# Жанна Валуа (графиня Ено)
Жанна Валуа (фр. Jeanne de Valois; біля. 1294 — 7 травня 1342, Фонтенель) — друга дочка Карла, графа Валуа і Маргарити I (графиня Анжу та Мена), дружина Вільгельма I (графа Ено). Сестра короля Франції Філіппа VI Валуа і теща короля Англії Едуарда III. Найбільш відома тим, що допомагала з укладанням миру між ними.

## Біографія

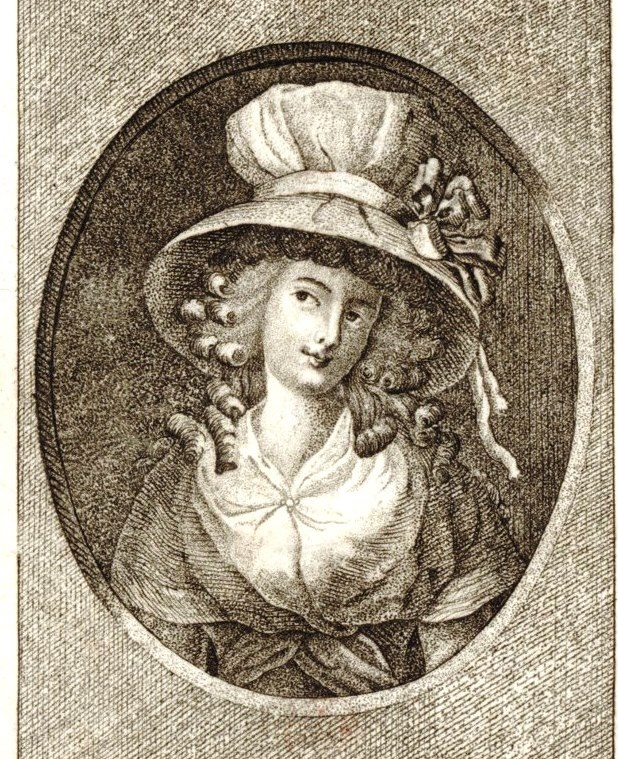
Жанна Валуа - графиня Ено, Голландії та Зеландії

Жанна вийшла заміж за Вільгельма I 23 травня 1305 року. Вона була прибічницею своєї кузини Ізабелли Французької в її боротьбі проти Едуарда II. В грудні 1325 року Жанна поїхала в Францію, щоби бути присутньою на похороні свого батька і провела переговори з Ізабеллою та королем Франції Карлом IV. В результаті був укладений союз між Ено, Ізабеллою та англійським вигнанцем, які були проти англійського короля і його фаворита Хью ле Діспенсер Молодшого. Син Ізабелли заручився з Філіппою, донькою Жанни. Ізабелла таким чином зібрала армію, саме з цього Ізабелла і її коханий Роджер Мортімер почали своє вторгнення в Англію.
В 1332 році після коронації Філіппи Ізабелла влаштувала шлюб між Елеонорою Вудстокською, дочкою Ізабелли та Рейнальдом II, герцогом Гелдерна, тоді ж навідала свою дочку Філіппу в Англії.
Після смерті чоловіка  в 1337 році, вона пішла в монастир в Фортенеллі. В 1340 році її зять, чоловік Філіппи, наніс її брату поразку в морському бою біля Сльойсу. Потім Едуард III взяв в облогу Турне, але стикнувся з фінасовими проблемами. Опісля Папа Бенедикт XII попросив Жанну виступити посередником між ними. Вона переїжджала від шатра до шатра і по черзі вмовляла свого брата і Едуарда укласти мир. Посередництво їх спільної родички і лист Папи дозволили підписати мирний договір, при цьому не втративши обличчя.

## Родина
Чоловік —  Вільгельм I, граф Еноський
Діти:
- Маргарита (1310—1356), графиня Ено, Голландії та Зеландії; чоловік Людовик IV (1282—1347), герцог Верхньої Баварії, імператор Священної Римської імперії
- Іоанна (1311/1313 — 1374); 1-й чоловік: Вільгельм I (бл. 1299 —1362), граф, маркграф і герцог Юліський; 2-й чоловік: Бодуэн III де Тьенн
- Іоанн (1311/1316 — 1316)
- Філіппа (1314—1369); чоловік: с 28 жовтня 1327, 24 січня 1328 Едуард III (1312—1377), король Англії
- Вільгельм II (1317—1345), граф Ено (Вільгельм II), Голландії і Зеландії з 1337
- Агнес (вм. після 24 грудня 1327)
- Ізабелла (бл. 1323—1361); чоловік Роберт Намюрський (бл. 1325—1391), сеньйор де Бофор-сюр-Мьоз і Рено
- Людовик (1325—1328)